# 奥恩河畔蒙蒂耶尔
奥恩河畔蒙蒂耶尔（法語：Montillières-sur-Orne，法語發音：[mɔ̃tijɛʁ syʁ ɔʁn]）是法国卡尔瓦多斯省的一个市镇，属于卡昂区。该市镇于2019年由原市镇特鲁瓦蒙和古皮耶尔合并而成。

## 地名
奥恩河（Orne）是流经该地一条河流。“蒙蒂耶尔”（Montillières）由原市镇特鲁瓦蒙（Trois-Monts）和古皮耶尔（Goupillières）的名称中各取一部分合并而成。

## 地理
奥恩河畔蒙蒂耶尔（49°2'58.75"N, 0°28'38.97"W）面积9.31 平方千米，位于法国诺曼底大区卡爾瓦多斯省，该省份为法国西北部沿海省份，北濒大西洋英吉利海峡，东北与滨海塞纳省以海上边界相接，东临厄尔省，南至奧恩省，西与芒什省接壤。
与奥恩河畔蒙蒂耶尔接壤的市镇（或旧市镇、城区）包括：圣奥诺里讷迪费、格兰博、桑格莱地区莱穆捷、乌菲耶尔、拉凯讷、普雷欧博卡日。
奥恩河畔蒙蒂耶尔的时区为UTC+01:00、UTC+02:00（夏令时）。

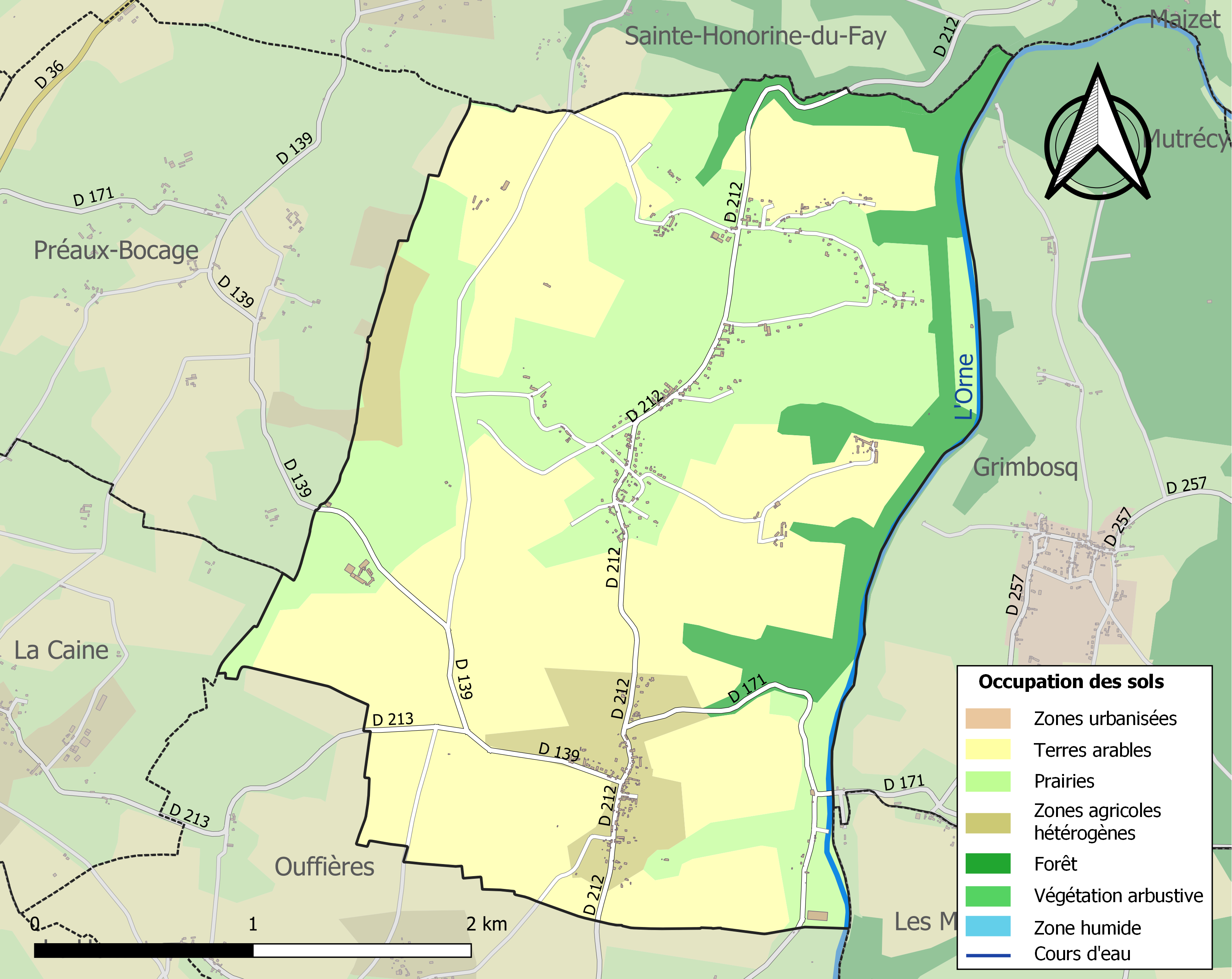
奥恩河畔蒙蒂耶尔的OSM定位图

## 行政
奥恩河畔蒙蒂耶尔的邮政编码为14210，INSEE市镇编码为14713。

## 政治
奥恩河畔蒙蒂耶尔所属的省级选区为勒奥姆县。

## 人口
奥恩河畔蒙蒂耶尔于2022年1月1日时的人口数量为561人。